# Cenn Fáelad mac Aillila
Cenn Fáelad mac Aillila fue un erudito irlandés, fallecido en 679.
Cenn Fáelad fue un miembro del Cenél nEógain, pues era nieto del Rey Báetán mac Muircheartach Mor, descendiente de Niall Noígiallach y tío de of Aldfrith de Northumbria por parte de su primo, Fina.
Luchó en la batalla de Maigh Rath en 636. Durante el combate recibió una herida en la cabeza que le causaría dolor durante toda su vida, y sería curado en la abadía de Toomregan. Esta casa se situaba «donde las tres calles se unen entre las casas de los tres profesores. Y había tres escuelas en el lugar; una escuela de latín, una escuela de ley irlandesa y una escuela de poesía irlandesa. Y todo lo que oyó en estas tres escuelas lo retenía de memoria cada noche.»
La tradición dice que como resultado de su herida en la cabeza nunca más olvidó nada. El efecto de su traumatismo le llevó a crear «un patrón de poesía para los asuntos y los escribió en tablillas y los reunió en un libro de pergamino.» Sus versos estaban dispuestos en grupos de cuatro con ritmo regular y un uso moderado de la aliteración, en contraste con una forma más arcaica aún practicada en el sur de Irlanda por aquel tiempo. (por ejemplo Leinster y Munster)
Su aprendizaje del latín, la ley irlandesa y la poesía vernácula le proporcionó fama en su época y en los tiempos siguientes. Fue el primer poeta citado en los anales irlandeses, donde se refirieron a él como sapiens, un término técnico que describía a un profesor de una escuela monástica. Se le atribuyen manuscritos posteriores de contenido gramatical y legal, aunque el más antiguo parece datar de apenas quince años antes de su muerte. Robin Flower declaró: «Cuántos de estos manuscritos son realmente suyos puede ser un asunto sujeto a controversia, pero no cabe duda de que escribió manuscritos en el periodo en el que el aprendizaje vernáculo se cultivaba por primera vez».